# Napoleon (Míchigan)
Napoleon es un lugar designado por el censo ubicado en el condado de Jackson en el estado estadounidense de Míchigan. En el Censo de 2010 tenía una población de 1258 habitantes y una densidad poblacional de 183,64 personas por km².

## Geografía
Napoleon se encuentra ubicado en las coordenadas 42°9′53″N 84°14′33″O / 42.16472, -84.24250. Según la Oficina del Censo de los Estados Unidos, Napoleon tiene una superficie total de 6.85 km², de la cual 6.79 km² corresponden a tierra firme y (0.91%) 0.06 km² es agua.

## Demografía
Según el censo de 2010, había 1258 personas residiendo en Napoleon. La densidad de población era de 183,64 hab./km². De los 1258 habitantes, Napoleon estaba compuesto por el 96.18% blancos, el 0.32% eran afroamericanos, el 0.4% eran amerindios, el 0.08% eran asiáticos, el 0.24% eran isleños del Pacífico, el 0.16% eran de otras razas y el 2.62% pertenecían a dos o más razas. Del total de la población el 1.75% eran hispanos o latinos de cualquier raza.